# SN 2011hy
SN 2011hy – supernowa typu II odkryta 16 listopada 2011 roku w galaktyce UGC 3131. W momencie odkrycia miała maksymalną jasność 17,30m.